# Rompe
Rompe è un singolo dell'artista musicale portoricano Daddy Yankee. Ha raggiunto la 1ª posizione della classifica Hot Latin Tracks di Billboard e la 24a di Hot 100. Il singolo ha anche un remix, che include la partecipazione di Lloyd Banks e Young Buck.

## Classifiche
| Classifiche (2005)                   | Posizione più alta |
| ------------------------------------ | ------------------ |
| U.S. Billboard Hot Latin Songs       | 1                  |
| U.S. Billboard Hot Rap Tracks        | 16                 |
| U.S. Billboard Pop 100               | 20                 |
| U.S. Billboard Hot 100               | 24                 |
| U.S. Billboard Hot Digital Songs     | 31                 |
| German Singles Chart                 | 64                 |
| U.S. Billboard Hot R&B/Hip-Hop Songs | 89                 |